# Pterobryellaceae
Pterobryellaceae, porodica pravih mahovina u redu Hypnodendrales. Postoje 3 roda.

## Rodovi
1. Cyrtopodendron M. Fleisch.
2. Pterobryella (Müll. Hal.) A. Jaeger
3. Sciadocladus Lindb. ex Kindb.

## Sinonimi
- Neckeraceae subfam. Pterobryelloideae Broth.